# Reserva marina

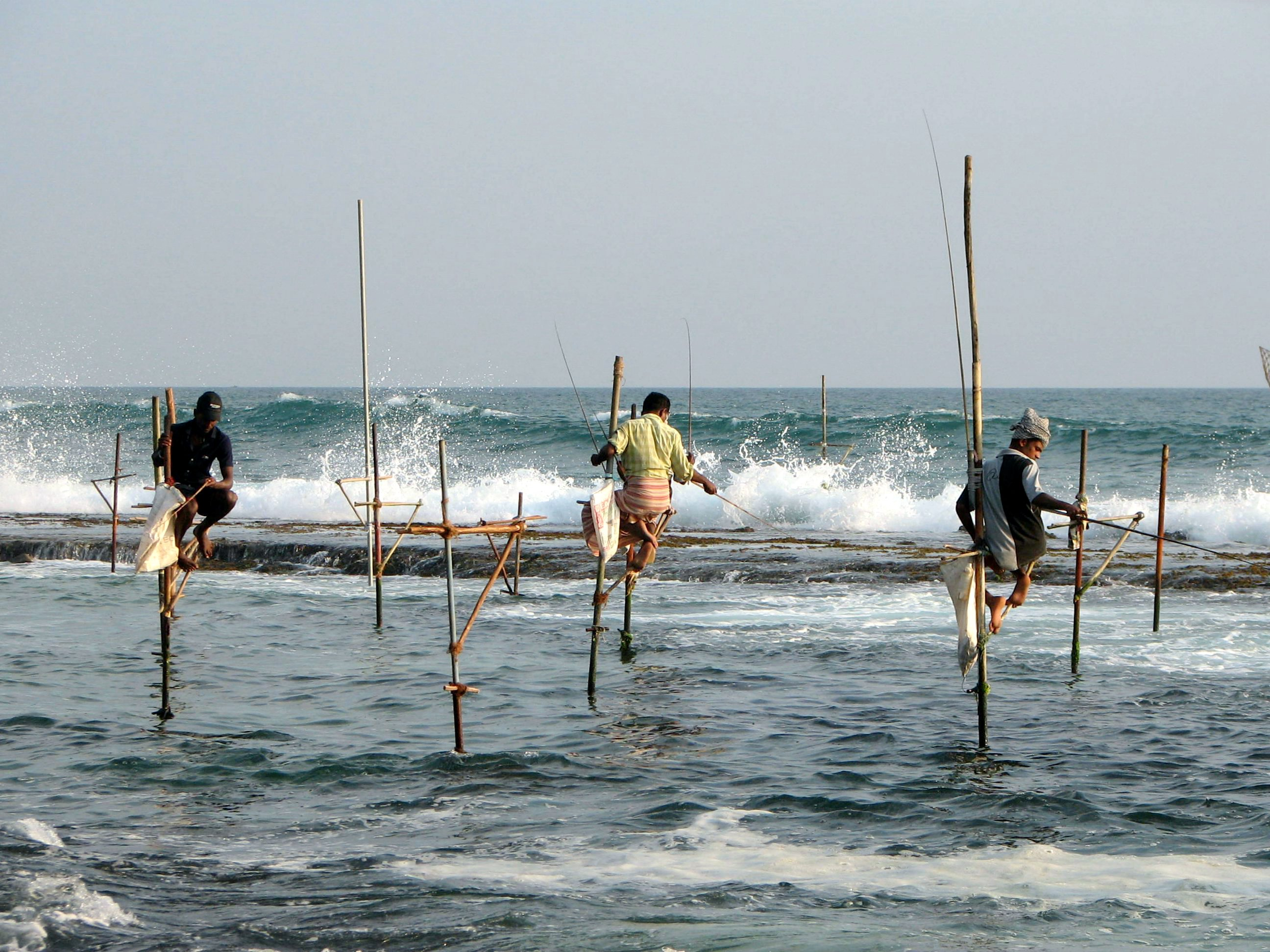
Un ejemplo en el cual la reserva marina esta en contra, es la pesca ilegal.

Una reserva marina  o reserva de recursos pesqueros es un área del mar a la que se aplica una legislación especial y restrictiva, para disminuir el esfuerzo de pesca en áreas determinadas con un valor potencial pesquero y ecológico, de manera que sirvan como zonas protegidas de la reproducción y cría para que pueda darse las recuperaciones de los recursos. Esto es lo que la distingue de un parque marino, donde no se permite actividad alguna en áreas de su conservación. 
Desde 2008 no se ha declarado ninguna reserva marítima de importancia, aunque Greenpeace lucha para que las zonas denominadas como "agujeros de donut" del pacífico occidental sean declaradas reserva marina, y existe una campaña para conseguir que el 40% de los océanos del mundo también lo sean.

## Reservas marinas en el mundo

### América del Sur
- Reserva Biológica Marina del Arvoredo
- Reserva Marina de Galápagos
- Reserva Península Valdés
- Reserva Nacional Pingüino de Humboldt

### Antártida
- Gran Reserva Natural del Mar de Ross[3][4][5]

### Australia
- Great Barrier Reef Marine Park - Es considerado el mayor parque marino, con 350.000 km² y es parcialmente una reserva marina.
- Australian Whale Sanctuary
- Great Australian Bight Marine Park
- Shark Bay Marine Park

### España
- Reserva marina de la Isla de Tabarca
- Reserva Marina de Cabo de Palos e Islas Hormigas
- Reserva Marina Cabo de Gata-Níjar
- Reservas marinas de Canarias
- Reserva marina de las Islas Columbretes

### Honduras
- la isla de utila
- las islas del cine

### Nueva Zelanda
- Nueva Zelanda tiene más de treinta reservas marinas distribuidas alrededor de la región del Norte y del Sur y sus otras islas periféricas. Sus reservas marinas son administradas por el Departamento de Conservación.